# Южные миноги
Южные миноги или мордации (лат. Mordacia) — род бесчелюстных монотипического семейства мордациевых (Mordaciidae) отряда миногообразных (Petromyzontiformes).
Род включает три вида:
- Mordacia lapicida (J. E. Gray, 1851)
- Mordacia mordax (Richardson, 1846) — Короткоголовая австралийская минога[1]
- Mordacia praecox Potter, 1968 — Пресноводная южная минога[1]